# Gnomidolon colasi
Gnomidolon colasi là một loài bọ cánh cứng trong họ Cerambycidae.